# Mormodes morenoi
Mormodes morenoi là một loài thực vật có hoa trong họ Lan. Loài này được R.Vásquez & Dodson mô tả khoa học đầu tiên năm 1998.